# 富日罗勒
富日罗勒（法語：Fougerolles，法語發音：[fuʒʁɔl]）是法国上索恩省的一个旧市镇，属于吕尔区。2019年，富日罗勒与市镇圣瓦尔贝合并为新市镇富日罗勒-圣瓦尔贝，富日罗勒为新市镇行政中心。

## 地理
富日罗勒（47°53'7"N, 6°24'10"E）面积51.12 平方千米，位于法国勃艮第-弗朗什-孔泰大區上索恩省，该省份为法国东部内陆省份，北起顺时针与孚日省、贝尔福地区省、杜省、汝拉省、科多尔省和上马恩省接壤。
与富日罗勒接壤的市镇（或旧市镇、城区）包括：普隆比耶尔莱班、阿耶维莱尔-利约蒙、科尔伯奈、方丹莱吕克瑟伊、勒瓦勒达若勒、弗鲁瓦德孔什、拉东和沙庞迪、圣布雷松、圣瓦尔贝、拉韦夫尔。
富日罗勒的时区为UTC+01:00、UTC+02:00（夏令时）。

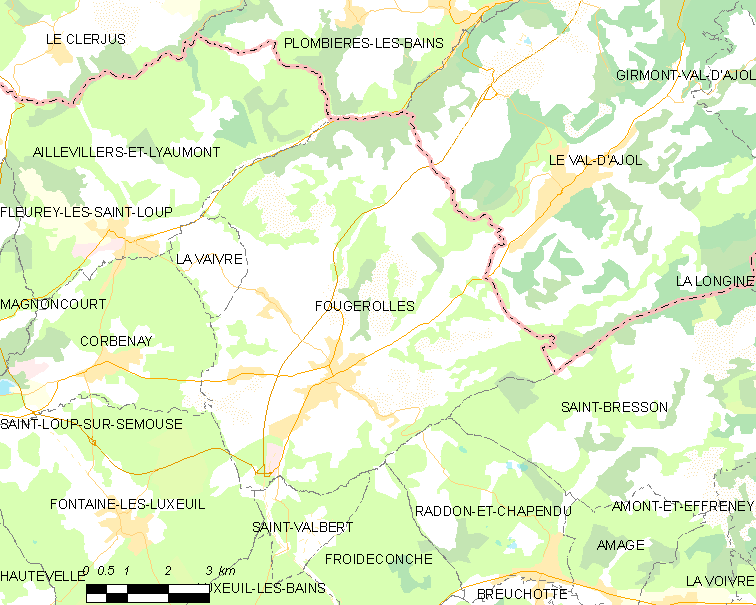
富日罗勒的OSM定位图

## 行政
富日罗勒的邮政编码为70220，INSEE市镇编码为70245。

## 政治
富日罗勒所属的省级选区为瑟穆斯河畔圣卢县。

## 人口

1962-2008年间富日罗勒人口变化图示

富日罗勒于2018年1月1日时的人口数量为3565人。